# Love & Pain
Love & Pain è il secondo album del cantante statunitense Eamon.

## Tracce
1. Real Pro – 1:49
2. (How Could You) Bring Him Home – 3:39
3. Elevator – 3:43
4. I Love Fuckin (When I Call) – 3:24
5. Heatrise – 3:18
6. Love Lovin U – 4:09
7. Up & Down – 3:16
8. My Time – 3:59
9. By My Side – 3:37
10. Ho-wop Sound (Hold Up) – 3:51
11. Older (feat. June Luva) – 3:07
12. Love & Pain – 0:41